# Circondario di Genova
Il circondario di Genova era uno dei circondari in cui era suddivisa l'omonima provincia.

## Storia
In seguito all'annessione della Lombardia dal Regno Lombardo-Veneto al Regno di Sardegna (1859), fu emanato il decreto Rattazzi, che riorganizzava la struttura amministrativa del Regno, suddiviso in province, a loro volta suddivise in circondari. Il circondario di Genova fu creato come suddivisione dell'omonima provincia; il territorio corrispondeva a quello della vecchia provincia di Genova del Regno di Sardegna.
Con l'Unità d'Italia (1861) la suddivisione in province e circondari fu estesa all'intera Penisola, lasciando invariate le suddivisioni stabilite dal decreto Rattazzi.
Nel 1923 furono assegnati al circondario di Genova i comuni di Fascia, Fontanigorda, Gorreto, Rondanina e Rovegno, già appartenuti al disciolto circondario di Bobbio della provincia di Pavia.
Nel 1925 il comune di Capraia Isola venne distaccato dal circondario e aggregato al circondario di Livorno nell'omonima provincia.
Nel 1926 fu aggregato al circondario di Genova il soppresso circondario di Chiavari.
Il circondario di Genova fu abolito, come tutti i circondari italiani, nel 1927, nell'ambito della riorganizzazione della struttura statale voluta dal regime fascista. Tutti i comuni che lo componevano rimasero in provincia di Genova.

### Suddivisione amministrativa all'atto dell'istituzione (1859)[5]
- mandamento I di Genova
  - Genova
- mandamento II di Nervi
  - Apparizione, Bogliasco, Nervi, Quarto al Mare, Quinto al Mare, Sant'Ilario
- mandamento III di Rivarolo
  - Bolzanetto, Rivarolo, Sant'Olcese, San Pier d'Arena
- mandamento IV di Campo 
  - Campo, Masone, Rossiglione
- mandamento V di San Martino d'Albaro
  - Foce, Marassi, San Francesco d'Albaro, San Fruttuoso, San Martino d'Albaro
- mandamento VI di Recco
  - Avegno, Camogli, Canepa, Pieve di Sori, Recco, Sori, Tribogna, Uscio
- mandamento VII di Sestri Ponente
  - Borsoli, Cornigliano, Multedo, San Giovanni Battista, Sestri Ponente
- mandamento VIII di Ronco
  - Busalla, Isola, Ronco
- mandamento IX di Savignone
  - Casella, Croce Fieschi, Savignone
- mandamento XI di Torriglia
  - Bargagli, Montebruno, Propata, Rosso, Torriglia
- mandamento XII di Staglieno
  - Bavari, Molassana, Montobbio, Staglieno, Struppa
- mandamento XIII di Voltri
  - Arenzano, Mele, Pegli, Prà, Voltri
- mandamento XIV di Pontedecimo
  - Ceranesi, Larvego, Mignanego, Pontedecimo, San Quirico, Serra
- mandamento XV di Capraia (Isola)
  - Capraia Isola

### Variazioni amministrative (incompleto)[6]
Nel 1873 i comuni di Foce,  San Francesco d'Albaro, San Martino d'Albaro, San Fruttuoso, Marassi e Staglieno furono aggregati alla città di Genova.
Nel 1875 il comune di Multedo fu aggregato al comune di Pegli.
Nel 1903 fu creato il nuovo comune di Vobbia, scorporato da Crocefieschi.
Nel 1920 fu ricreato il comune di Pieve di Sori, che assunse la denominazione di Pieve Ligure.
Nel 1923 furono aggregati al circondario 5 comuni appartenuti al disciolto circondario di Bobbio (provincia di Pavia): Fascia, Fontanigorda, Gorreto, Rondanina e Rovegno. Nello stesso anno il comune di San Giovanni Battista fu aggregato a Sestri Ponente.
Nel 1925 il comune di Capraia Isola fu assegnato alla provincia di Livorno.
Nel 1926 furono aggregati alla città di Genova i comuni di Apparizione, Bavari, Bolzaneto, Borzoli, Cornigliano Ligure, Molassana, Nervi, Pegli, Pontedecimo, Pra', Quarto dei Mille, Quinto al Mare, Rivarolo Ligure, Sampierdarena, San Quirico, Sant'Ilario, Sestri Ponente, Struppa e Voltri, formando la "Grande Genova".
Pochi mesi dopo, poco prima della soppressione di tutti i circondari, il circondario di Chiavari fu soppresso ed aggregato a quello di Genova.